# Inés Salzillo
Inés Salzillo (Murcia, 1717 - Murcia, 8 de enero de 1775) fue una escultora barroca especializada en la policromía de las tallas, las encarnaciones y el estofado. 

## Biografía
Hija del escultor napolitano Nicolás Salzillo (1672-1727) y de Isabel Alcaraz (1679-1745), Inés Salzillo fue la menor de las cuatro hermanas del famoso imaginero Francisco Salzillo (1707-1783). Fue bautizada en la parroquia de Santa Catalina. sus progenitores no eran padres jóvenes, pues su madre cumplió ese año 38 y su esposo 45 y estaban próximos  a  los  18  de  matrimonio.
Vinculada al taller artístico que dejó su padre, su labor ha pasado en gran medida inadvertida hasta recientes investigaciones.en  1727,  Inés  Salzillo  perdió  a  su  padre  siendo  una  niña.  Había  cumplido  una  década  y  Francisco,  que  le  doblaba  en  edad,  asumió  la  dirección  de  un  taller  que  había  de sustentar a una amplia prole.
Comenzó a trabajar con solo 10 años con su hermano mayor, el escultor barroco Francisco Salzillo, quien dirigió su instrucción en el obrador. Allí Inés aprendió a dibujar y a modelar en arcilla junto con otros hermanos, José y Patricio Salzillo. 
En el taller familiar de los Salzillo Inés se encargaba de realizar el estofado y el dorado de las imágenes realizadas en el taller familiar. También se encargaba de la pintura de las telas y vestiduras de las mismas.
Está documentado que Inés Salzillo trabajó en el taller familiar de su hermano durante casi 20 años. La principal función de Inés era acometer la policromía de las imágenes, incluyendo las encarnaciones, así como las laboriosas etapas del proceso del estofado con pan de oro. Ella era la encargada de diseñar previamente los patrones textiles que lucían las tallas, seleccionaba las gamas cromáticas y los motivos ornamentales de las telas para después proceder a la aplicación de la pintura en las piezas. 
Francisco Salzillo formó también a Inés en el dibujo y en el color y, según se repetía en el siglo XIX, le sirvió de modelo para rostros de vírgenes y santas.
Aunque Inés alcanzó gran fama en la técnica del estofado tuvo que abandonar su trabajo, como era costumbre en su época, al contraer matrimonio.
Siguiendo el rol de género impuesto socialmente para muchas mujeres que fueron hijas y discípulas de artistas, Inés tuvo que abandonar el obrador cuando se casó con el procurador Francisco García Comendador en diciembre de 1748. Desde entonces sólo pudo ejercer sus labores como esposa y madre de familia dentro del entorno doméstico. 